# Gurcy-le-Châtel
Gurcy-le-Châtel – miejscowość i gmina we Francji, w regionie Île-de-France, w departamencie Sekwana i Marna.
Według danych na rok 1990 gminę zamieszkiwały 352 osoby, a gęstość zaludnienia wynosiła 28 osób/km² (wśród 1287 gmin regionu Île-de-France Gurcy-le-Châtel plasuje się na 893. miejscu pod względem liczby ludności, natomiast pod względem powierzchni na miejscu 258.).